# Helena Bohle-Szacka
Helena Bohle-Szacka (ur. 27 lutego 1928 w Białymstoku, zm. 21 sierpnia 2011 w Berlinie) – polska plastyczka, wykładowca w szkołach artystycznych w Berlinie i Łodzi.

## Życiorys
Urodziła się w Białymstoku jako córka Marii Fanny z d. Tobolskiej, pochodzącej ze zasymilowanej rodziny żydowskiej z Łodzi, i Aleksandra Bohle, inżyniera tekstylnego niemieckiego pochodzenia. W czasie okupacji niemieckiej Aleksander Bohle ukrywał swą żydowską żonę, współpracował z polskim podziemiem i aktywnie uczestniczył w ratowaniu innych białostockich Żydów. Przyrodnia siostra Heleny, córka z pierwszego małżeństwa matki, Irena Aronson-Bole, została zamordowana przez Niemców w Białymstoku.
W 1944 Bohle-Szacka została aresztowana przez Gestapo, była więziona w obozach koncentracyjnych Ravensbrück i Helmbrechts. Przeżyła „marsz śmierci”, docierając z grupą więźniarek do obozu Falkenau-Zwodau w Czechach, gdzie została wyzwolona przez wojska amerykańskie.
Po wojnie powróciła do Łodzi i w 1947 rozpoczęła studia w Wyższej Szkoły Sztuk Plastycznych w Łodzi, które ukończyła z tytułem magistra w 1951 r. W latach 50. współpracowała z „Dziennikiem Łódzkim” i miesięcznikami „Moda”, „Modne krawiectwo” i „Uroda”, uprawiając głównie grafikę żurnalową. W 1957 została kierowniczką artystyczną Domu Mody Telimena. W latach 60. pracowała w Warszawie w Domu Mody Moda Polska, następnie jako kierowniczka artystyczna Domu Mody Leda.
Poślubiła lekarza Benedykta Winera, a po rozwodzie Jerzego Urbanowicza. Trzecim mężem był Wiktor Szacki.
W 1968 po antysemickiej nagonce, będącej następstwem wydarzeń marcowych, wyemigrowała wraz z mężem do Berlina Zachodniego. W Niemczech pracowała jako projektantka mody i wykładowczyni w berlińskiej Lette-Schule, rozpoczęła także karierę artystyczną. Jej grafiki pokazywane były na ponad 40 wystawach, m.in. w Berlinie, Warszawie, Paryżu, Pradze, Kopenhadze, Wiedniu i Londynie.
Wydała dwie autorskie książki – „Ślady, cienie” oraz „Od drzewa do drzewa” z własnymi ilustracjami. W latach 80. uczestniczyła w akcji pomocy „Solidarności”, organizując przesyłki nielegalnych materiałów drukarskich, a także żywności i lekarstw do Polski. Współpracowała z wydawnictwami emigracyjnymi „Pogląd” i „Archipelag”, była kierowniczką artystyczną galerii przy Klubie Inteligencji Katolickiej w Berlinie. Zajmowała się także propagowaniem kultury polskiej, za co została odznaczona Krzyżem Oficerskim Orderu Polonia Restituta (1994).
W ostatnich latach życia występowała publicznie jako świadkini historii, relacjonując swój wojenny los.
W 2017 w białostockiej Galerii im. Sleńdzińskich zaprezentowana została obszerna wystawa poświęcona jej życiu i twórczości, „Helena Bohle-Szacka. Mosty – Die Brücken”, której kuratorami byli Marcin Różyc i Katarzyna Siwerska.